# Puzur-Aššur III.
Puzur-Aššur III. (Puzur-Aschschur, Puzur-Assur; Aššur ist [mein] Schutz), Sohn des Aššur-nirari I., war ein assyrischer König, der 65. König nach der assyrischen Königsliste. Er regierte 24 Jahre (nach Version A der Königsliste nur 14). Sein Name scheint auch in der synchronistischen Königsliste aufgeführt zu sein, ist aber nur in Spuren erhalten. Er war gleichzeitig mit Burna-buriaš I., mit dem er den Verlauf der Grenze zu Karduniaš festlegte.
| Autor              | Regierungszeit    | Anmerkungen            |
| ------------------ | ----------------- | ---------------------- |
| Cassin 1966        | 1521–1497 v. Chr. | mittlere Chronologie   |
| Gasche et al. 1998 | 1498–1475 v. Chr. | ultrakurze Chronologie |

Puzur-Aššur führte den Titel Vizekönig von Aššur (išši'ak Aššur). 
Puzur-Aššur restaurierte einen Raum im Ištar-Tempel, den Ilu-šuma gebaut und Šarru-kīn I. (Sargon I.) restauriert hatte, und der wieder baufällig geworden war, und auch das Stufentor in der Stadt Aššur.
Ein Tongefäß aus Aššur trägt die Inschrift: [Eigentum des] Palastes von Puzur-Aššur.